# Alconchel de la Estrella (kommunhuvudort)
Alconchel de la Estrella är en kommunhuvudort i Spanien.   Den ligger i provinsen Provincia de Cuenca och regionen Kastilien-La Mancha, i den centrala delen av landet, 120 km sydost om huvudstaden Madrid. Alconchel de la Estrella ligger 829 meter över havet och antalet invånare är 172.
Terrängen runt Alconchel de la Estrella är platt, och sluttar västerut. Runt Alconchel de la Estrella är det mycket glesbefolkat, med 4 invånare per kvadratkilometer. Närmaste större samhälle är Villarejo de Fuentes, 13,0 km nordväst om Alconchel de la Estrella. Trakten runt Alconchel de la Estrella består till största delen av jordbruksmark.